# Nasze Słowo
Nasze Słowo (ukr. Наше слово) – wydawany w języku ukraińskim oficjalny tygodnik mniejszości ukraińskiej w Polsce.

## Historia
Czasopismo „Nasze Słowo” pojawiło się na fali odwilży politycznej w 1956 roku, jako ostatnie z pism mniejszości narodowych. Pierwszy numer gazety, z datą 15 czerwca 1956, ukazał się w przeddzień zjazdu założycielskiego Ukraińskiego Towarzystwa Społeczno-Kulturalnego.
Po powołaniu UTSK „Nasze Słowo” stało się organem prasowym jej Zarządu Głównego. Do października 1956 roku pismo ukazywało się jako dwutygodnik, następnie jako tygodnik. W pierwszych miesiącach swego istnienia tytuł osiągnął nakład 17 tysięcy egzemplarzy, rozprowadzanych głównie (ponad 70%) drogą prenumeraty.
W zamyśle ówczesnych decydentów „Nasze Słowo” miało pełnić rolę swoistego pasa transmisyjnego między władzą a społecznością ukraińską. Tygodnik miał sprzyjać stabilizacji ekonomicznej i społecznej wysiedlonych, zachęcać ich do kultywowania rodzimej kultury i oświaty, jak również przekazywać informacje o życiu społeczno-politycznym i kulturalnym USRR. 
W praktyce jednak „Nasze Słowo” stało się w tym okresie przede wszystkim otwartą trybuną skarg i zażaleń Ukraińców – na sytuację w jakiej się znaleźli, na przejawy dyskryminacji narodowościowej, na zagrożenia asymilacyjne. Zarazem, zważywszy na funkcjonowanie ukraińskiej mniejszości w warunkach rozproszenia, pismo odgrywało bardzo ważną rolę jedynego jej łącznika.
W odróżnieniu od pism innych mniejszości narodowych, które do krajów swego pochodzenia docierały bez przeszkód, „Nasze Słowo” nigdy nie otrzymało zgody na rozpowszechnianie na terenie USRR i innych republik Związku Radzieckiego. 
Niemniej, wbrew zakazowi, tygodnik był tam czytany – blokadę skutecznie przełamywało prenumerowanie czasopisma w Polsce lub na Zachodzie, i przesyłanie do rodzin na wschodzie. W połowie lat 60. niemal połowę nakładu docierało do czytelników zza wschodniej granicy Polski. 
Po nadzwyczajnym zjeździe Ukraińskiego Towarzystwa Społeczno-Kulturalnego w lutym 1990 roku i przekształceniu organizacji w Związek Ukraińców w Polsce „Nasze Słowo” przestało pełnić rolę organu prasowego nowej organizacji – przyjęło formułę tygodnika ukraińskiego. Jego wydawcą został Związek Ukraińców w Polsce.

## Redaktorzy naczelni
- Mikołaj Szczyrba (1956–1959)
- Grzegorz Bojarski (1959–1963)
- Mikołaj Szczyrba (1963–1971)
- Grzegorz Bojarski (1971–1980)
- Mirosław Werbowy (1980–1991)
- Roman Gałan (1991–1994)
- Mirosław Czech (p.o. 1994–1995)
- Igor Szczerba (1995–2002)
- Mirosław Werbowy (2002–2007)
- Jarosław Prystasz (2007–2016)
- Grzegorz Spodarek (p.o. 2016–2017)
- Krystyna Zanyk (od lutego 2017)[1]